# Прогулянка (картина Ренуара, 1870)
«Прогулянка» (фр. La Promenade) — картина, написана в 1870 році французьким художником П'єром Огюстом Ренуаром. Належить Музею Гетті в Лос-Анджелесі. Розмір картини — 81 × 65 см .

## Опис
Картина виконана в стилі французького імпресіонізму. На фоні зелених дерев зображені чоловік і жінка під час прогулянки. Чоловік подав руку жінці, ніби допомагаючи їй подолати якусь перешкоду. Для чоловічої фігури Ренуару позував художник Альфред Сіслей, а моделлю для жіночої фігури стала жінка, відома під ім'ям Рафа — кохана музиканта Едмона Метра .

## Історія
До 1898 року картина «Прогулянка» перебувала в колекції Гюстава Гупи. Її купив відомий маршал Поль Дюран-Рюель за 1050 франків і вона перебувала у нього до 1908 року. З 1908 року картина була у німецького колекціонера Бернхарда Келера. Після його смерті в 1927 році картина перейшла у спадок до його сина Бернхарда Кьолера-молодшого .
Картина «Прогулянка» була придбана музеєм Гетті у квітні 1989 року на аукціоні пенсійного фонду за 17,7 мільйона доларів за початкової оцінки в 7,5 мільйона доларів. На той момент вона була найдорожчою картиною Ренуара, проданою на аукціоні — її ціна приблизно удвічі перевищила попередній рекорд у 8,8 мільйона доларів .
У Ренуара також є інша картина «Прогулянка» (La Promenade), написана в 1875—1876 роках, яка зберігається в колекції Фріка в Нью-Йорку .